# Cinque (album)
Cinque è il quinto album del gruppo italiano Deus ex Machina.

## Tracce
1. Convolutus - (7.18)
2. Rhinoceros - (8.20)
3. Uomo Del Futuro Passato - (8.02)
4. Olim Sol Rogavit Terram I - (5.05)
5. Il Pensiero Che Porta Alle Cose Importanti -  (7.29)
6. Luce - (6.20)
7. De Ordinis Ratione - (6.56)
8. Olim Sol Rogavit Terram II - (20.23)

## Formazione
- Alberto Piras - voce
- Mauro Collina - chitarra elettrica, chitarra acustica
- Fabrizio Puglisi - tastiere
- Alessandro Bonetti - violino
- Alessandro Porreca - basso elettrico
- Claudio Trotta - batteria